# Edith Wharton
Edith Wharton (New York, 1862. január 24. – Saint-Brice-sous-Forêt, Franciaország, 1937. augusztus 11.) Pulitzer-díjas amerikai regényíró, novellaíró és formatervező.

## Élete
1862. január 24-én született New Yorkban, George Frederic Jones és Lucretia Stevens Rhinelander gyermekeként. Két fiútestvére volt, Frederic Rhinelander és Henry Edward. Életre szóló barátságot kötött unokahúgával, a tájépítész Beatrix Farranddel, valamint a szintén író Henry Jamesszel, akivel gyakran utazott Európába. Wharton Amerika kiváltságos rétegéről beavatottként szerzett tapasztalatait és briliáns, természetes humorát felhasználva írt társadalmi és pszichológiai betekintést adó, metsző humorú regényeket és novellákat. Nagyon jól ismerte korának irodalmi szereplőit és közéleti személyiségeit, köztük Theodore Rooseveltet.
1885-ben, 23 évesen hozzáment a nála 12 évvel idősebb Edward (Teddy) Robbins Whartonhoz, egy gazdag bostoni család sarjához. Bár azonos társadalmi csoportból származtak, és mindketten szerettek utazni, intellektuálisan mégis különböztek. Wharton férje 1880-tól 1902-ig akut depresszióban szenvedett, így a pár felhagyott az utazásokkal. Ebben az időben depressziója egy súlyosabbra fordult, így a pár ezek után visszavonult az Edith Wharton által tervezett Hegy nevű házukba. 1908-ban férje mentális problémájáról megállapították, hogy gyógyíthatatlan, ezért Wharton 1913-ban elvált tőle.

## Magyarul
- Félálomban; ford. Juhász Andor, bev. Rózsa Dezső; Révai, Bp., 1929 (A ma regényei)
- Az ártatlanság kora; ford. Kiss Marianne; Képzőművészeti, Bp., 2003
- Ethan Frome, avagy Egy szerelem csapdája; ford. Antoni Rita; Lazi, Szeged, 2008
- A vigasság háza; ford. Kiss Marianne; Lazi, Szeged, 2008
- Az ártatlanság kora; ford. Kiss Marianne; 2. jav. kiad.; Lazi, Szeged, 2008
- A szerelem nyara; ford. Béresi Csilla; Lazi, Szeged, 2009

## Feldolgozások
- 1918: The House of Mirth – némafilm, amelyet a francia Albert Capellani rendezett, a főszerepben Katherine Harry Barrymore, mint Lily Bart. Elveszett film.
- 1923: The Glimpses Of The Moon – a Paramount némafilmje, amelyet Allan Dwan rendezett, a főszerepben Bebe Daniels, David Powell, Nita Naldi és Maurice Costello. Elveszett film.
- 1924: The Age of Innocence – a Warner Brothers némafilmje, amelyet Wesley Ruggles rendezett, a főszerepben Beverly Bayne és Elliott Dexter. Elveszett film.
- 1929: The Marriage Playground – a Paramount hangosfilmje, amelyet Lothar Mendes rendezett, a főszerepben Fredric March,  Mary Brian és Kay Francis.
- 1934: The Age of Innocence – Philip Mueller rendezése, a főszerepben Irene Dunne és John Boles.
- 1934: Strange Wives – a Bread Upon the Waters novella alapján készült film a Universaltól, amelyet Richard Thorpe rendezett, főszerepben Roger Pryor, June Clayworth és Esther Ralston. Elveszett film.
- 1939: The Old Maid – Edmund Goulding rendezése az azonos című novella alapján, a főszerepben Bette Davis.
- 1990: The Children – Tony Palmer rendezésében készült film, főszerepben Ben Kingsley és Kim Novak.
- 1993: Ethan Frome – John Madden rendezésében készült film, a főszerepben Liam Neeson és Patricia Arquette.
- 1993: Az ártatlanság kora (The Age of Innocence) – Martin Scorsese filmje, a főszerepben Daniel Day-Lewis, Winona Ryder és Michelle Pfeiffer.
- 1999: The Reef – Robert Allan Ackerman rendezése.
- 2000: Az Öröm háza (The House of Mirth) – Terence Davies filmje, a főszerepben Gillian Anderson.